# Giovanni Costa
Giovanni Costa, detto Nino (Roma, 15 ottobre 1826 – Marina di Pisa, 31 gennaio 1903), è stato un pittore, militare e politico italiano.
Esponente di punta della pittura romana dell'Ottocento, ha contribuito al diffondere delle idee naturalistiche anche tra i membri del movimento pittorico dei macchiaioli. È ricordato anche per aver partecipato attivamente alle campagne garibaldine del 1848-1849 e del 1859.

## Biografia
Nacque da Gioacchino Costa e Maria Chiappi, detta Mariuccia.
Il padre di Giovanni era originario di Santa Margherita Ligure. A Roma aveva trovato lavoro prima presso un cordaro e poi in un lanificio. Il proprietario del lanificio, tal Lera, vedendolo operoso lo finanziò per 6000 scudi per iniziare una attività di fabbricante di "borgonzoni" in cui anche il Lera era socio. Le stoffe prodotte erano fatte tingere da un tintore, Andrea Chiappi. Gioacchino si innamorò della figlia di questi, e ne ottenne la mano. La coppia ebbe 16 figli, di cui dodici raggiunsero l'età adulta. Nel tempo la famiglia si stabilì a Trastevere, in un edificio progettato dal secondogenito Filippo Costa nei pressi della chiesa di san Francesco a Ripa, e raggiunse una discreta posizione di agiatezza.
Durante la giovinezza Nino Costa riceve un'educazione di impostazione classica, rimane affascinato dall'arte del medioevo e del rinascimento e si dedica alla pittura frequentando, sempre nella città natale Roma, intorno al 1848, lo studio del Camuccini, quello del Coghetti e infine quello di Podesti e del Clerici.
Ha però una propensione per la natura e per la pittura dal vero che lo allontanano da questi artisti, intrinsecamente legati alle esperienze neoclassica e romantica.
Convinto assertore dell'Unità nazionale, Nino Costa partecipa alla prima guerra di indipendenza, anche al seguito di Garibaldi. Nella Repubblica romana del 1849 è consigliere municipale. Alla caduta della Repubblica deve fuggire.
Dopo la restaurazione, tra il 1850 e il 1851, compie un viaggio a Napoli: qui probabilmente ha contatti con pittori della scuola di Posillipo che affinano la sua naturale propensione per la rappresentazione verista del paesaggio.

### Contatti con artisti stranieri
In questi anni inizia a soggiornare ad Ariccia, dove frequenta un gruppo di artisti stranieri: i Nazareni come Overbeck e Cornelius, con cui condivide la passione per l'arte antica, trovando in essi un analogo riconoscimento del Quattrocentismo.  Essi tendono ad accentuare una tendenza idealistica che si sta facendo simbolista in, e che sarà ancor più evidente verso la fine del secolo, come in Böcklin e Oswald Achenbach.
Risalgono a questo periodo le sue prime conoscenze inglesi: nel 1852 incontra George Mason, in compagnia del quale dipinge en plein air nella campagna romana, e nel 1853 conosce Frederic Leighton. Probabilmente sono loro a informare l'artista romano sulle idee di Ruskin, che dovevano apparire congeniali al Costa, la cui ricerca pittorica si fondava sulla rielaborazione del vero attraverso il "sentimento del pensiero".
Conclude il periodo di formazione con Donne che caricano legna a Porto d'Anzio, del 1852, esposta nel 1856 alla Promotrice di Roma nel 1861, alla Prima Esposizione nazionale di Firenze e nel 1862 al Salon parigino.
I suoi contatti con artisti stranieri di tendenze simbolistiche si moltiplicano tra il 1850 e il 1867: frequenta Böcklin, Emile David, Mason, Leighton ed entra in rapporti col gruppo del Caffè Michelangiolo. Conosce così i Macchiaioli, divenendo amico di Cabianca, di De Tivoli, di Banti e di Fattori.

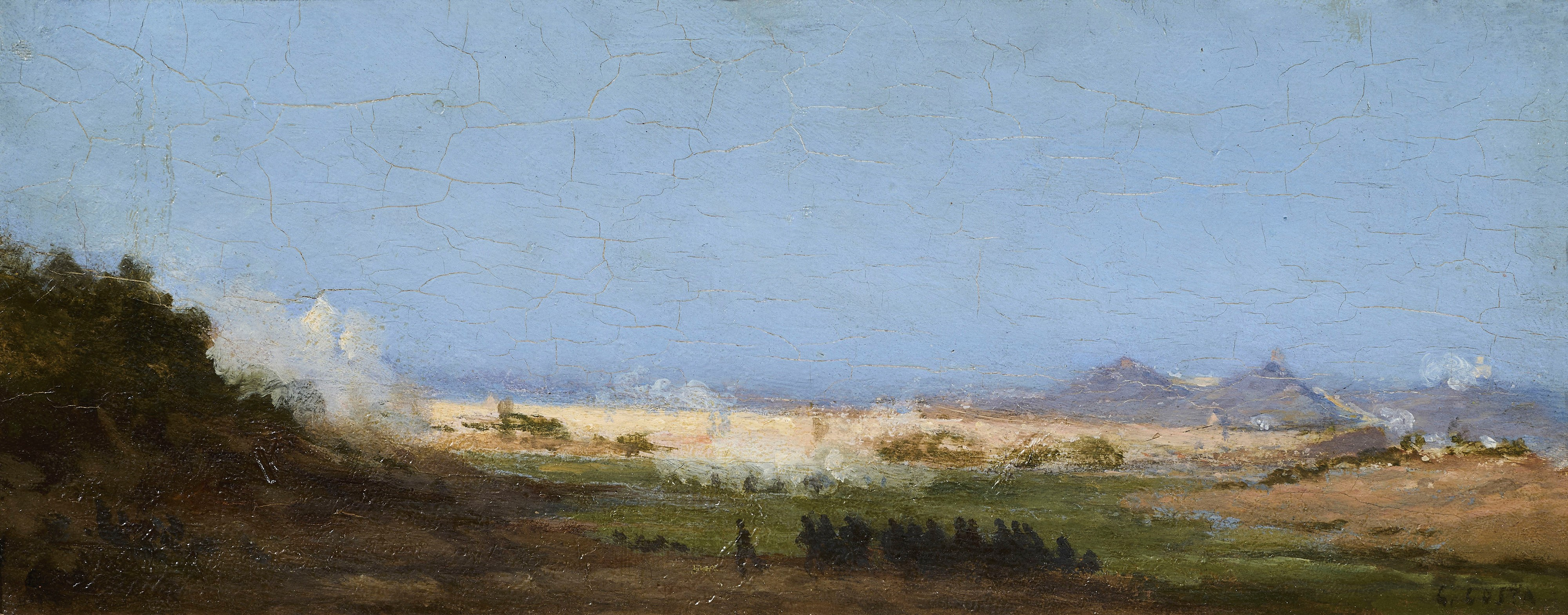
Giovanni Costa, La battaglia di Mentana, 12 x 30 cm, collezione privata, Roma.

Tra il 1855 e il 1856 la frequentazione con lo svizzero Emile David lo informa sulle prove di Corot e dei barbizonniers e dell'inglese Charles Coleman e lo convince definitivamente ad abbandonare i soggetti storici.
Tra il 1858 e il 1860 intraprende un viaggio nella campagna italiana, con l'amico pittore statunitense Elihu Vedder, bruscamente interrotto dalla mancanza di denaro dell'amico, causata dal troncamento dei finanziamenti che questi riceveva dal padre.
Nel 1861 partecipa alla mostra fiorentina con Donne che imbarcano la legna ad Anzio. Viaggia molto: a Londra dove, attraverso Leighton conosce Burne-Jones e Watts; a Parigi, dove nel 1862 espone al Salon e riceve gli apprezzamenti favorevoli da Corot, da Descamps, da Troyon ed identica situazione si ripete nel 1865.
Mantiene contatti a Firenze con il critico e difensore dei Macchiaioli Martelli e con gli amici inglesi Howard, Richmond e Leighton. Dal 1856 ha inizio la sua fortuna presso l'ambiente inglese: Leighton acquista il quadro Dormono di giorno per pescare di notte, replicato in grandi dimensioni qualche anno più tardi ed esposto nel 1890 alla New Gallery di Londra.
Da questo periodo il processo creativo di Costa si prolunga nel tempo: egli inizia opere che conclude molto tempo dopo, tempo necessario per far maturare i contenuti di una sua ricerca idealistica della perfezione. Da questa tendenza, in definitiva spirituale, nasce la sua opera più nota, la Ninfa nel bosco, iniziata nel 1863 e terminata venti anni dopo; in essa si riassume così un percorso interiore che conduce alla pittura simbolista.
Nel 1859 torna a combattere per l'indipendenza italiana, arruolandosi nel Regio Esercito piemontese.
Alla fine dello stesso anno torna Firenze, divenuta punto di ritrovo di molti patrioti, dopo l'abbandono di Napoleone III, nell'intenzione di procedere con la politica delle annessioni spontanee all'unificazione della penisola. Firenze è anche centro d'arte e qui Costa svolge un ruolo significativo nel circolo del Caffè Michelangiolo. Influenza soprattutto Giovanni Fattori e convince i giovani Macchiaioli ad abbandonare i soggetti storici e a dedicarsi alla pittura dal vero, nonché ad introdurre l'innovativo formato accentuatamente longitudinale.

### Soggiorni all'estero
Tra il 1861 e il 1862 compie un primo viaggio a Parigi, dove riceve gli apprezzamenti di Troyon, di Gleyre, di Ricard Hébert e di Corot, per le Donne che caricano legna a Porto d'Anzio, esposto al Salon. Espone anche al Salon des Refusés un piccolo studio dal vero che viene immediatamente venduto e, in privato, mostra agli amici francesi i suoi studi dal vero, apprezzati anche da Meissonier. A Parigi frequenta Théophile Gautier, Charles Baudelaire e Eduard Bertin, approfondendo la sua tendenza al simbolismo che comunica agli altri italiani, grazie alla sua capacità di comunicare le nuove idee e di battersi per esse.
Nel 1862, durante un breve soggiorno a Londra conosce Burne Jones, attraverso il quale ha probabilmente modo di approfondire la conoscenza delle idee di Ruskin sull'arte. Nel 1863 raggiunge Mason nello Staffordshire e con lui dipinge nella campagna inglese, subendo il fascino delle tematiche bucoliche e sentimentali care all'amico. In sua compagnia si reca poi a Londra e Parigi e, una volta solo, prosegue per la zona di Fontainebleau, dove nasce l'ispirazione per La ninfa nel bosco, il suo quadro più famoso. Rientrato a Firenze si avvicina a Banti e a Cabianca e frequenta la tenuta di Diego Martelli a Castiglioncello, avvicinandosi all'arte dell'Abbati.
Negli anni sessanta alterna alla residenza fiorentina i soggiorni romani, durante i quali, tra il 1865 e il 1866, incontra George Howard. Questi, divenuto Lord Carlisle, sosterrà la fortuna di Costa in Inghilterra e ne diverrà uno dei maggiori collezionisti.
Nel 1867 si stabilisce nuovamente a Firenze, in seguito alla sconfitta di Mentana e lavora tra Livorno, Castiglioncello e Bocca d'Arno.

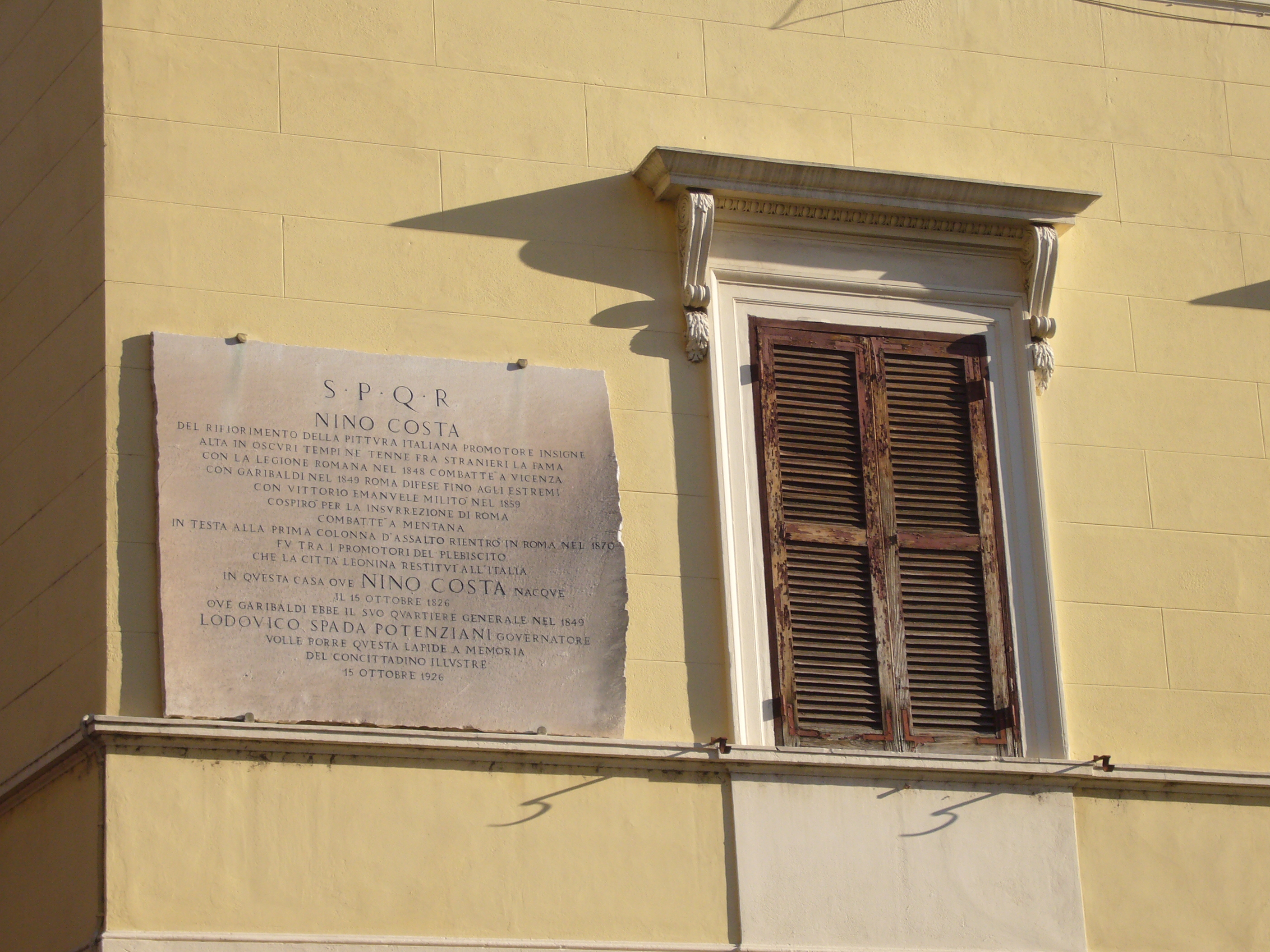
Memoria di Nino Costa sulla casa di famiglia, a San Francesco a Ripa, dove si celebra soprattutto il patriota (1926).

### Attività politica e gruppi artistici
Nel 1870 combatte per la liberazione di Roma, partecipa all'entrata in Roma dei bersaglieri, e da quel momento entra attivamente nella vita politica cittadina, fa parte del triumvirato, ed è eletto consigliere comunale di Trastevere.
Per carattere resta un ribelle. Riprende l'attività artistica ed entra in polemica con l'establishment, contro il quale reagisce organizzando e partecipando alle fondazioni di numerosi gruppi artistici. Nel 1875 è tra i fondatori del Golden Club, nel 1878 del Circolo degli Italiani, nel 1883 della Scuola Etrusca, che precede In arte libertas.
È il paesaggista e critico più autorevole fra i ribelli dell'ambiente romano. Secondo il suo parere occorreva dipingere con gli stessi mezzi del vero. E nel caso di insufficienza degli ordinari sistemi tecnici, procede per sue vie proprie, sovrapponendo colori a colori, secondo le leggi scrutate da lui nel vero.
La sua arte, se rimane quasi sconosciuta o volutamente ignorata dal pubblico italiano, trova invece consensi e successo in ambiente anglosassone. Costa espone nel 1869 alla Royal Academy di Londra; dal 1877 partecipa alle attività della Grosvenor Gallery, nel 1882 ottiene successo con la mostra di sessantotto dipinti alla Fine Art Society.
Fra il 1883 e il 1884 fonda la Scuola Etrusca con gli amici inglesi ed abbandona la Grosvenor Gallery, per esporre alla New Gallery.
Nel 1887 aderisce al gruppo In arte libertas, di cui è una delle più note voci, e partecipa alle esposizioni organizzate regolarmente dalla società fino al 1902.
Nel 1897 viene acquisito dalla National Gallery Il risveglio della natura, quadro donato con una sottoscrizione promossa dagli amici inglesi e andato distrutto durante la II guerra mondiale.
A partire dagli anni novanta inizia a dettare le sue memorie alla figlia Giorgia. Altre memorie dettò ad Olivia Rossetti Agresti, memorie che servirono a quest'ultima a pubblicare il suo testo. La figlia curò nel 1927 la pubblicazione delle memorie da lei raccolte, con l'aggiunta di quanto era stato raccolto dalla Rossetti.
Nino Costa muore il 31 gennaio del 1903 a Marina di Pisa. È sepolto presso il Cimitero del Verano a Roma.

### Pittura dal vero secondo Nino Costa
Per Nino Costa è necessaria una serie di accorgimenti che rendono complesse l'elaborazione del paesaggio; i quali accorgimenti consistono in:
1. scelta dei momenti poetici della natura (alba, tramonto, etc.); composizione di quegli effetti sobri e un po' misteriosi;
2. sintesi cui è sottoposto il dato di natura, il dato del quadro, perché il concetto specifico non ne sia disperso, e la giusta dosatura.

Il paesaggio è visto come il mezzo ideale per un'arte che restituisca il senso di totalità e armonia della natura (ogni parte è in relazione col resto e serve ad esplicare l'idea dell'artista). Riferimento sono i paesaggi romantici francesi e inglesi, i Preraffaelliti cui Costa guarda attentamente, nell'intento di riannodare il filo spezzato con la pittura del Quattrocento.
Diego Martelli, relativamente alla pittura di Giovanni Costa, parla di filosofia dei rapporti, di ostinazione dei contorni, di intonazione giusta e severa, con riferimento agli stili del Quattrocento. Costa di fatto è anche lui un "Quattrocentista": ama i pittori del Quattrocento e li studia, e dai loro modelli cerca intende ridare vita alla loro arte.
Nel 1882 Costa è a Londra, quando vi sono anche Cabianca, Onorato Carlandi e De Maria; ed espone opere di collezioni inglesi alla Fine Art Society. Il “Magazine Art” gli dedica un articolo, in cui lo descrive come un patriota, un artista isolato, apprezzato all'estero e impopolare in Italia, dove è tra i soli a fare arte autentica e libera dai formalismi alla moda.
Sull'inclinazione di Costa a diffamare i compatrioti fa leva la stroncatura di Scarfoglio, in occasione della partecipazione di Costa alla Promotrice Romana del 1885. Insorge in difesa di Costa il discepolo Cellini.
All'estero invece la Cartwright nei paesaggi di Costa coglie l'affinità col Quattrocento umbro, vi vede la stessa "inviolable quietness" di Shelley e l'esatta traduzione dello "sleep that is among a lonely day" (verso di Wordsworth).
Nel gruppo dissenziente romano, grazie a Costa, l'interesse per i poeti romantici inglesi sarebbe stato l'elemento basilare per il principio dell'identità pittura-poesia.

### Opere significative
- Donne che portano fascine a Porto d'Anzio[6] (Galleria nazionale d'arte moderna di Roma).
- To be or not to be,[7] 1880 circa (Galleria nazionale d'arte moderna di Roma).
- Ad fontem Aricinum (Galleria Nazionale d'arte moderna di Roma).
- Il carro rosso (Collezione privata).
- La difesa del Vascello.
- Casolari toscani (1864 circa).
- Pineta (Bocca d'Arno).
- Il fiume morto al Gombo, 1860 c., olio su tavola, 14,5×29 cm, Viareggio, Società di Belle Arti.